# Cultura de la República del Congo
La cultura de la República del Congo posee sus raíces en los aportes de los pueblos loango, bakongo y teke que habitaban en la zona que actualmente ocupa la república. Después de la llegada de los portugueses en el siglo XV, los reinos costeros se beneficiaron en mayor medida del comercio de esclavos que los pueblos del interior, para quienes el comercio generaba  gran agitación. Cuando la zona luego estuvo bajo dominio francés durante el siglo XIX, las empresas organizaban sistemas laborales coercitivos suficientemente abusivos como hasta para escandalizar al público francés y por ello el explorador Savorgnan de Brazza fue enviado a investigar.
La capital fue nombrada en su honor y se convirtió en el centro del África Ecuatorial Francesa,por esta razón la ciudad recibió más atención del Gobierno francés en cuanto a establecer y mantener  escuelas y hospitales. Desde la independencia, ha continuado la historia congoleña de rivalidades étnicas, y aunque ello no ha socavado la cultura vibrante de la nación, si ha complicado los esfuerzos para democratizar el gobierno.
La mayoría de la población es de etnia bantú,el grupo más grande es el kongo, con grupos más pequeños de sangha y teke. El ubangui abarca a las otras etnias importantes, entre las cuales los mboshi son los más numerosos y los bosques ofrecen refugio a un pequeño número de pigmeos binga que descienden de los habitantes originales de la nación. El francés es el idioma oficial y se enseñan en todas las escuelas. El lingala es una lengua franca, al igual que el kituba. El cristianismo es mayoritario en la República del Congo, y la mayoría de los cristianos son católicos. Muchos congoleños adhieren a creencias animistas o combinan estas con su cristianismo. También hay varias iglesias africanas independientes, tales como la Iglesia de Jesucristo en la tierra, promovida por el profeta Simon Kimbangu. El pequeño número de musulmanes es principalmente inmigrantes.

## Arte

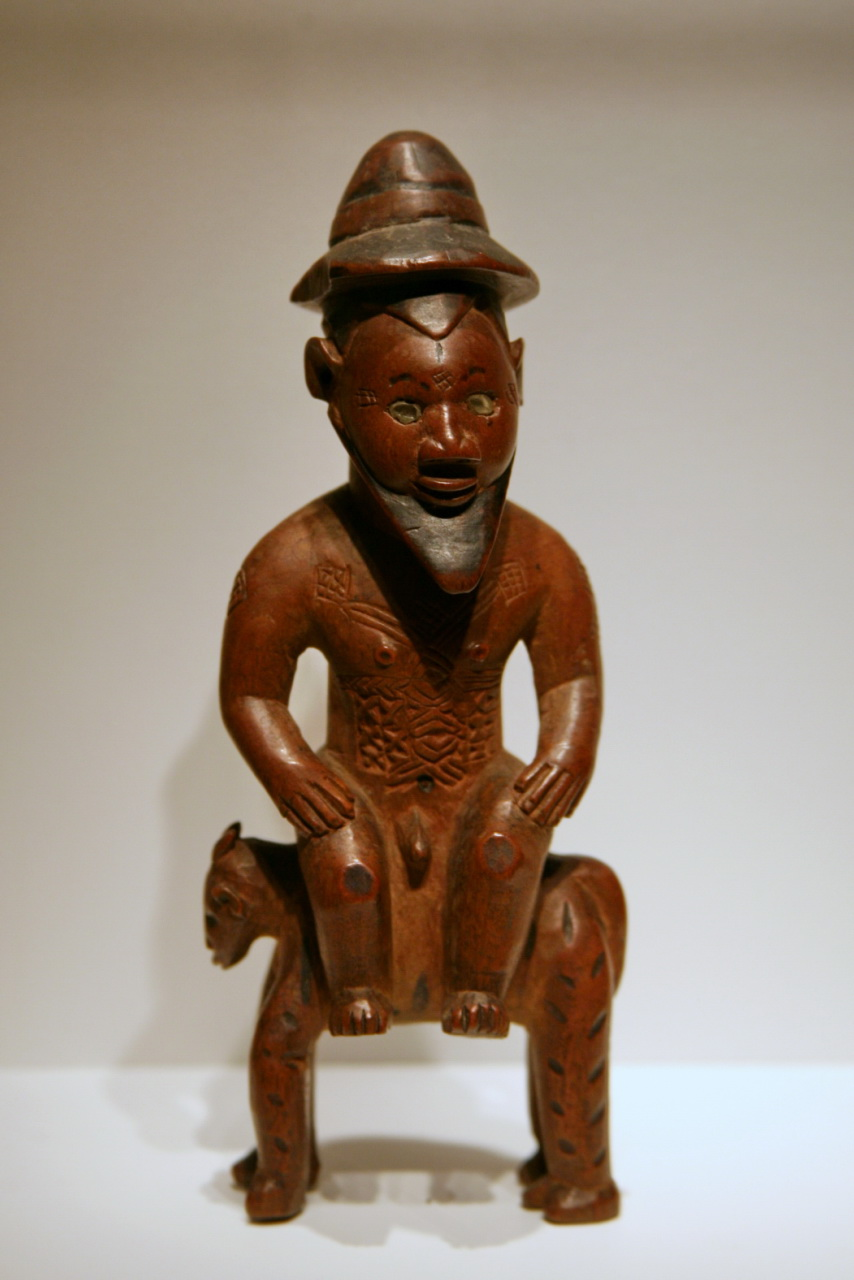
Escultura Bembe.

El arte de la República del Congo es uno de los mejores en África, y las tradiciones enérgicas tanto de los talladores de madera kongo y teke son muy apreciadas. Figuras talladas con características realistas a menudo representan a antepasados. Algunas de las figuras más estilizadas, son fetiches, que la gente cree están habitados por un espíritu. El país también tiene una importante historia de logros literarios. Uno de los primeros escritores destacados fue Sylvain Bemba, cuya carrera como periodista complementó con la producción de novelas y obras de teatro. Sus obras exploran cuestiones históricas y contemporáneas de gran importancia en formatos atrayentes. Por ejemplo, en "El hombre que mató el cocodrilo", un tirano que maltrata a su mujer y a su gente es confrontado por el profesor de la escuela local, una historia que trata sobre la injusticia y el poder de la educación. Sony Labou Tansi es un autor más joven cuyo idioma explosivo aporta tensión a sus relatos ficticios de la política local. Gerald Felix Tchicaya U Tamsi es el más grande de los poetas congoleños, su trabajo también proporciona comentarios políticos y relatos las decepciones de la sociedad africana contemporánea.

## Educación
En la República del Congo, el gasto público en educación fue menor en el 2002-05 que en 1991.  La educación pública es teóricamente gratuita y obligatoria para niños menores de 16 años, pero en la práctica, los padres deben afrontar una serie de gastos. La tasa neta de matriculación en primer grado fue del 44% en el 2005, mucho menor que el 79% en 1991. El país tiene universidades. La educación entre las edades de seis y dieciséis años es obligatoria. Los estudiantes que completan seis años de escuela primaria y siete años de la escuela secundaria obtienen un título de bachiller. En la universidad, los estudiantes pueden obtener un título de licenciatura en tres años. La universidad Marien Ngouabi ofrece cursos de medicina, leyes, y otros, ámbitos, es la única universidad pública del país.
La instrucción en todos los niveles es en idioma francés, y el sistema educacional como un todo está estructurado según el sistema francés. La infraestructura educativa ha sido seriamente degradada como resultado de crisis políticas y económicas. No hay asientos en la mayoría de las aulas, obligando a los niños a sentarse en el piso. Individuos emprendedores han creado escuelas privadas, pero a menudo carecen de los conocimientos técnicos y la familiaridad con el plan de estudios nacional para enseñar con eficacia. Las familias con frecuencia inscriben a sus hijos en escuelas privadas solo para encontrar que no pueden hacer los pagos.

## Demografía
El país se caracteriza por una baja densidad de población, que además se concentra en un 85% en las áreas urbanas del suroeste, dejando el resto del territorio prácticamente deshabitado y ocupado por la selva ecuatorial.  El crecimiento demográfico es de un 2,6% anual y étnicamente se caracteriza por el predominio de la etnia congo que representa el 50% de la población.

## Medios de comunicación
En 2009, la clasificación mundial sobre libertad de prensa que establece cada año Reporteros sin fronteras colocó a la República del Congo en el 116 lugar sobre un total de 175 países. Este informe también indica que allí, los «problemas sensibles» allí son destacables.